# Chariots of Fire: The Play
Chariots of Fire: The Play es una banda sonora del músico griego Vangelis, editada en 2012 por Decca Records.

## Producción
La música del álbum fue realizada para la adaptación teatral de la película Chariots of Fire, dirigida por Hugh Hudson en 1981, cuya música original también había sido creada e interpretada por Vangelis y por la que obtuvo un Premio Óscar en la categoría de Mejor Banda Sonora.
La obra teatral, dirigida por Edward Hall sobre una adaptación de Mike Bartlett, fue estrenada en el Hampstead Theatre de Londres en mayo de 2012.

## Lista de temas
- Autor e intérprete Vangelis, salvo el indicado.

1. «Chariots of Fire» - 3:28
2. «Physical Energy» - 3:13
3. «Home in the Glen» - 3:52
4. «Eric's Theme» - 4:06
5. «Abraham's Theme» - 3:02
6. «Harold's Despair» - 2:24
7. «Belief» - 4:11
8. «Ballad» - 3:10
9. «Aspiration» - 8:09
10. «Eric's Pleasure» - 5:06
11. «Lord Lindsay» - 1:37
12. «At the Starting Blocks» - 3:56
13. «Epilogue» - 4:25
14. «After the Race» - 4:37
15. «Jerusalem» (Autor: Parry, interpretado por el Coro Ambrosiano) - 3:03